# Кожино (Арзамасский район)

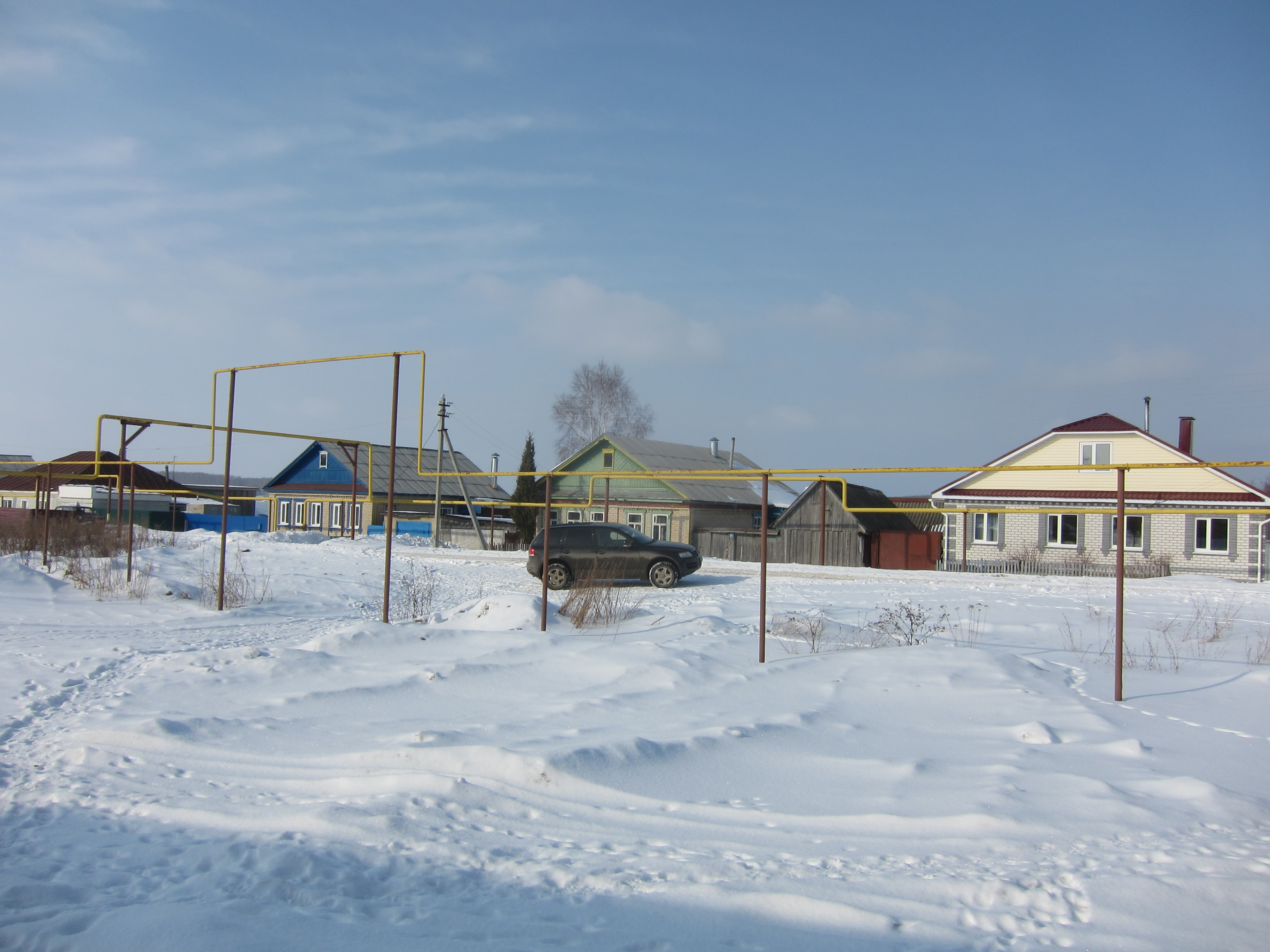
Улица в селе

Ко́жино — село в Арзамасском районе Нижегородской области. Входит в состав Берёзовского сельсовета.
Село располагается на левом берегу реки Тёши.

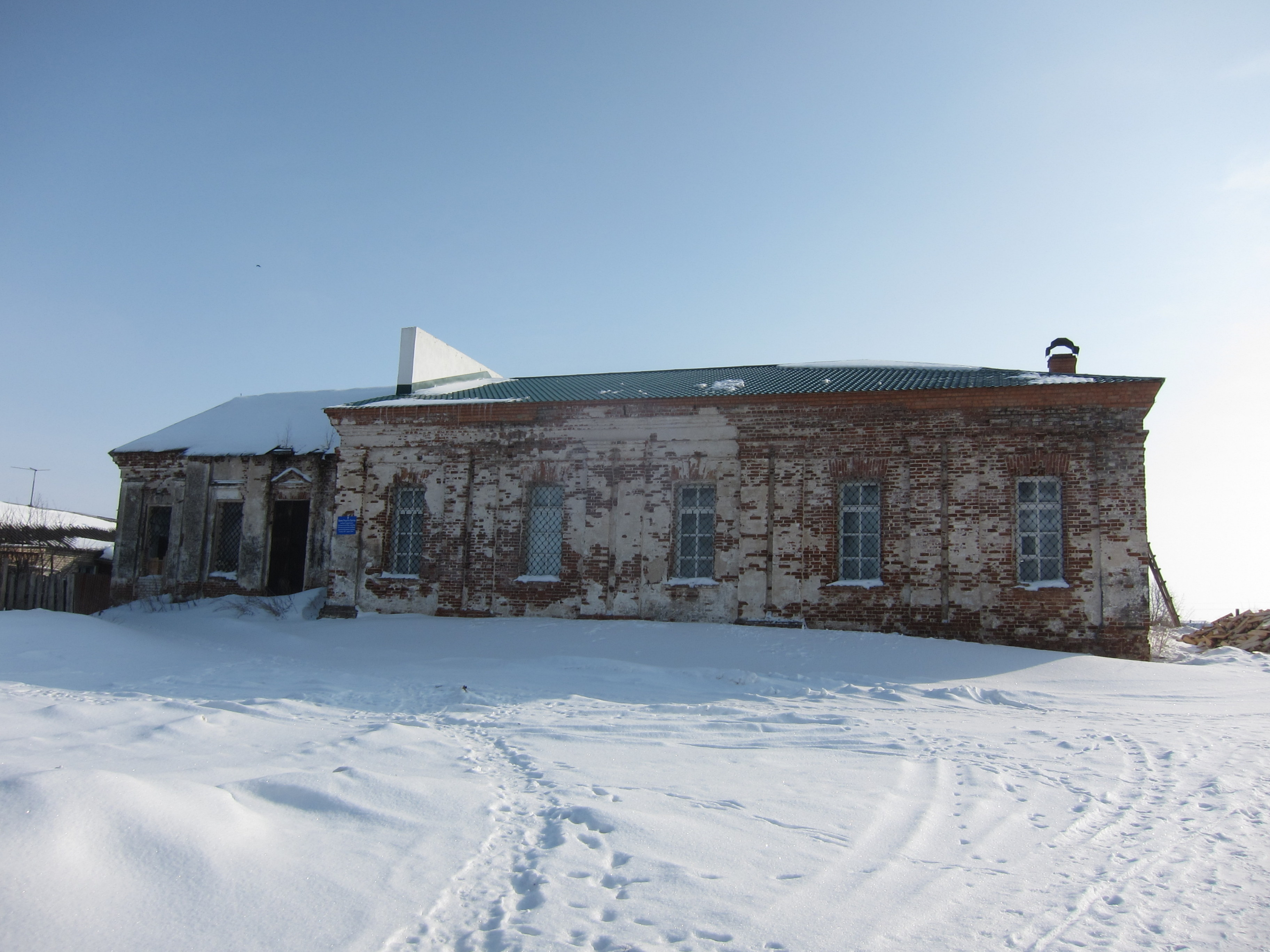
Церковь Рождества Христова

## Население
| 1999 | 2002 | 2010 |
| ---- | ---- | ---- |
| 211  | ↘164 | ↗172 |